# Звонко Богдан
Звонимир „Звонко“ Богдан (5. јануара 1942. у Сомбору) је певач народне музике из Србије. Поред тога што је познат као певач, он је такође и композитор, сликар, песник, џокеј и винар. Препознатљив је и по својим учтивим и џентлменским манирима. Његове песме носе мирисе равнице, прошлих дана, боемског живота, Дунава. Оне певају о љубави, коњима који слободно јуре, женама.

## Биографија
У младости је био ожењен глумицом Гизелом Вуковић. На Палићу једна винарија носи његово име.
Звонко Богдан пева оригиналне и традиционалне песме (нарочито оне везане за Буњевце) уз пратњу тамбурашког оркестра. Прву ауторску песму „Сваке ноћи теби певам“ снимио је 3. децембра 1968. године. Једна од песама по којој је познат, а коју је сам компоновао је "Еј, салаши на северу Бачке" коју је написао 16. фебруара 1971. 45 година рада обележио је концертом 24. новембра 2013. у Сава центру.
Један је од промотора самосвојности буњевачке националне мањине у Србији.

## Песме
Неке од његових најпознатијих ауторских песама су:
- Еј, салаши на северу Бачке
- Већ одавно спремам свог мркова
- Прошле су многе љубави
- Говори се да ме вараш
- Крај језера једна кућа мала
- Неко сасвим трећи
- О теби певам најдражи граде
- Беше један човек
- Један стари контрабас
- Љубав
- Не могу се сетит' лета
- Не вреди плакати
- Буњевачко прело
- Шта ли ради моја љубав
- Доћи ћу ти ко у старој писми
- Спушта се ноћ на равни Срем

## ЛП Дискографија
- 1973. - Звонко Богдан
- 1973. - Бисери народне музике
- 1974. - Звонко Богдан пева за Вас
- 1976. - Што се боре мисли моје
- 1981. - Звонко Богдан и тамбурашки оркестар Јанике Балажа
- 1984. - Леголас
- 1980. - Звонко Богдан
- 1984. - Песме и песници
- 1990. - Звонко Богдан
- 2003. - Раритети
- 2003. - Успомене на време које се сигурно поновити неће - дупли ЦД
- 2005. - Звонко Богдан - Највећи хитови
- 2012. - Звонко Богдан - Ова писма рефрен нема

## Фестивали
- Фестивал народне музике Подунавских земаља - Ој Дунаве, Дунаве плави, '73
- Београдско пролеће - Не вреди плакати (Вече старе градске песме), '76
- Хит парада - Говори се да ме вараш, '83
- Златне жице Славоније, Пожега - Живот тече у лаганом ритму, 2001
- Бродфест - Ој Дунаве теци, теци, 2003
- Сабор народне музике Србије, Београд - Гост ревијалног дела фестивала и добитник Награде националног естрадно - музичког уметника Србије, 2024